# Séismes de 1349 dans l'Apennin central
Pour les autres emplois du terme, voir Apennin (homonymie).

L'Italie entre la plaque tectonique africaine et européenne.

Les séismes de 1349 dans l'Apennin central sont une suite d'événements sismiques survenus entre le 22 janvier 1349 et le 9 septembre 1349 dans l'Apennin central. D'une magnitude de 6.6 et d'une intensité de VIII à X, ils font plus de 1 000 victimes.

## Un ou plusieurs séismes
Selon certaines sources, un unique séisme se serait produit en 1349 entre l'Apennin centro-méridional et l'Apennin abruzzais. Il n'existe cependant pas de source historique l'attestant. Des sources contemporaines penchent en faveur de cette thèse, d'autres en faveur de plusieurs séismes distincts.
Les sources décrivent un premier séisme se déroulant en 1349 dans l'Apennin centro-méridional de magnitude 6.6 et d'intensité de VIII à IX. Il a pour épicentre la zone de Venafro, dans l'actuelle province d'Isernia et endommage gravement toute la zone, détruisant l'habitat et le monastère San Vincenzo al Volturno. À Rome, il provoque l'effondrement du côté sud extérieur du Colisée construit sur un terrain alluvial moins stable. L'abbaye de Montecassino, proche de Frosinone est détruite. À Naples la façade de la cathédrale s'est écroulée.
Un second phénomène est décrit se déroulant entre 1348 et le 9 septembre 1349 dans l'Apennin abruzzais (it), de magnitude 6.6 et d'intensité de IX à X, faisant plus de 1 000 victimes. L'épicentre serait localisé à L'Aquila où presque tous les murs sont fissurés, les portes de la ville effondrées et des églises détruites. Toute la zone autour de l'Aquila, dans le Latium, en Molise et jusque dans les Marches, subit d'importants dommages. La petite ville de Pescasseroli et le château d'Alvito (it) sont détruits. L'abbaye San Clemente a Casauria est très endommagée tout comme Teramo et Atri. Pendant une brève période, les villes les plus touchées restent en partie inhabitées.

## Témoignages
Antonin de Florence, dans son Chronicon racconte que les secousses du tremblement de terre commencèrent le 22 janvier 1349 et se poursuivirent durant plus de sept mois, jusqu'au 9 septembre 1349. Un autre témoignage notable nous arrive de Pétrarque qui, à l'occasion du Jubilé de 1350, visita Rome, la trouvant fortement éprouvée par les dommages causés par le séisme. Le poète note que, à cause du tremblement de terre, de nombreux édifices civils et de nombreuses églises se sont écroulés. Selon un mémoire conservé à l'abbaye de Montecassino, le phénomène touche durement la totalité du royaume de Naples mais aussi les Abruzzes et L'Aquila. Isernia, Venafro et Montecassino subissent également de graves dommages. À Telese Terme, en province de Bénévent, les secousses sismiques répétées bouleversèrent le sol, favorisant la formation de mofettes et l'émanation de vapeurs d'anhydride sulfureux rendant l'air irrespirable et provoquant l'abandon de la petite ville. À Alatri, le séisme provoqua l'effondrement du corps central du palais Gottifredo.